# إم دي2
(أي أم بي ي ال إمبيل - أم دي2) هي واحدة من البنادق المصنعة من قبل شركة أي ام بي أي ال البرازيلية، بدأ صنع أول بندقية أم دي1 في 1983 وعام 1985 بدأ تصنيع ام دي2 الذي اعتمده الجيش البرازيلي كسلاح وطني، والشرطة العسكرية. ام دي 1 و 2 اضيفت عليه تعديلات، بما في ذلك تغيير في نظام الإغلاق، التي استعيض عنها وهي من نوع M16 بالتناوب الترباس المختلفة، للاستخدام مع الناتو 5.56x45mm خرطوشة

## وصلة خارجية
- IMBEL MD-2 and MD-3 at Modern Firearms